# Новоайдарська селищна територіальна громада
Новоайдарська селищна територіальна громада — територіальна громада в Україні, в Щастинському районі Луганської області. Адміністративний центр — селище Новоайдар.
Утворена 13 серпня 2015 року в рамках адміністративно-територіальної реформи. До складу громади ввійшли населені пункти Новоайдарської селищної та Бахмутівської, Гречишкинської, Денежниківської, Муратівської, Новоохтирської, Побєдівської, Співаківської, Штормівської сільських рад Новоайдарського району.
У 2022 році переутворена шляхом об'єднання Новоайдарської селищної та Бахмутівської, Гречишкинської, Денежниківської, Дмитрівської, Колядівської, Муратівської, Новоохтирської, Олексіївської, Побєдівської, Райгородської, Співаківської, Штормівської сільських рад Новоайдарського району.

## Населені пункти
До складу громади входять населені пункти: 2 селища Новоайдар, Перемога та 30 сіл Айдар-Миколаївка, Бахмутівка, Безгинове, Вовкодаєве, Гречищине, Деменкове, Дмитрівка, Дубове, Капітанове, Колядівка, Ковпаки, Маловенделівка, Михайлівка, Михайлюки, Муратове, Новоохтирка, Окнине, Олексіївка, Переможне, Петренкове, Петропавлівське, Попасне, Путилине, Райгородка, Співаківка, Степний Яр, Трудове, Царівка, Чистопілля, Штормове.